# Jomsvikingen

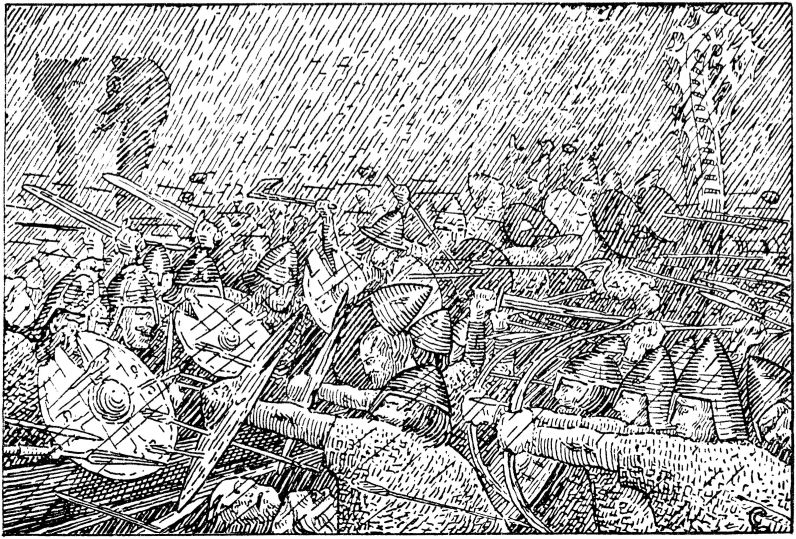
Jomsvikingen strijden in de hagel (Slag bij Hjörungavágr).

De Jomsvikingen waren Vikingen, die in de 10e eeuw uit de historische stad Jomsburg afkomstig waren, een stad die ze zelf gesticht hadden. Ze waren huurlingen, die hun diensten aanboden voor koningen en edelen, hoewel zij zelf heidenen waren vochten ze ook voor christelijke koningen. Ze worden vermeld in IJslandse sagen uit de 12e en 13e eeuw.
Van ongeveer 980 tot 1017 waren de Jomsvikingen de schrik van alle Noord-Europese koningen. Strenge discipline, uitzonderlijk lef en sterk broederschap kenmerkten deze elite krijgers, die afwisselend voor Deense, Engelse en Noorse koningen vochten.

## Achtergrond

### Historici oneens over Jomsborg
De Jomsvikingen hadden naar verluidt een burcht, Jomsborg, bij de monding van de rivier de Oder in Noordwest-Polen. Maar sommige archeologen en historici betwijfelen of de burcht echt heeft bestaan. Sceptici denken namelijk dat Jomsborg een verzinsel moet zijn, of op zijn minst sterk overdreven in de saga's. Zij benadrukken dat er nog geen archeologische vondsten zijn gedaan die het bestaan van een Vikingfort bij de rivier de Oder ondersteunen. Het is vrijwel zeker dat er een burcht op het eiland Wolin bevond, in het noordwesten van Polen. Er zijn ruïnes van een burcht of versterkt dorp ontdekt, die uit de Vikingtijd stammen.

### Mogelijke runen voor Jomsvikingen

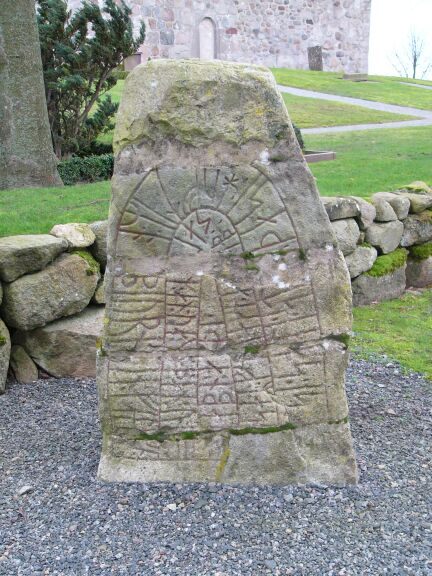
De Sjørup gedenksteen (2007).

De historici die zich op de Knýtlinga Saga baseren, zien een runensteen uit Sjørup (Zuid-Zweden) als bewijs voor het bestaan van de Jomsvikingen. Het gaat om een gedenksteen die gewijd is aan Ásbjörn ("de Sterke"), die in 984 de Jomsvikingen aanvoerde tijdens een slag. Op een andere runensteen staat een soortgelijke inscriptie over een slag bij Uppsala. En omdat de saga's die slag ook noemen, denken sommige historici dat de bewuste runenstenen Jomsvikingen herdenken. De eerste leider van de Jomsvikingen, Styrbjörn ("de Sterke"), sneuvelde volgens sommige bronnen eveneens in Uppsala. Daarom geloven sommige historici dat Ásbjörn eigenlijk een andere naam voor deze Styrbjörn kan zijn geweest.

### De Jomsvikingen vechten voor God en ieder ander
In 984 huurde koning Harald I ("Blauwtand") de Jomsvikingen onder leiding van Styrbjörn ("de Sterke") voor een expeditie naar Zweden. In 986 leidde jarl Sigvaldi de Jomsvikingen tijdens een plundertocht naar Noorwegen. Tijdens een hevige hagelstorm lokte jarl Håkon Sigurdsson de vloot van Sigvaldi in een hinderlaag, in een fjord bij Hjörungavágr. De gevangengenomen Jomsvikingen werden aan Håkons beul overgeleverd. In 999 vochten de Jomsvikingen zij aan zij met koning Sven I ("Vorkbaard"), in de zeeslag bij Svolder. In 1009 huurde Sven de Jomsvikingen in tegen Engeland en koning Ethelred II ("de Onberadene"). In 1013 wisselden de Jomsvikingen van kant en vochten met Ethelred tegen Sven. In 1015 wisselden de Jomsvikingen weer van kant, nu vochten ze voor Svens zoon, koning Knoet II ("de Grote").